# Jornal Tupi
Jornal Tupi foi um telejornal brasileiro produzido e exibido pela Rede Tupi. Transmitido de segunda à sábado, às 19h, foi o último noticiário produzido pela rede, indo ao ar entre 7 de abril e 16 de julho de 1980, dois dias antes do encerramento de suas transmissões.

## História
Em janeiro de 1980, os problemas financeiros da Rede Tupi se agravaram, resultando no fim das atividades do seu departamento de teledramaturgia e o cancelamento de várias atrações. A programação havia ficado esvaziada, e vários enlatados e reprises tomaram o horário nobre, que perdia cada vez mais audiência. Walter Avancini havia entregado o cargo de superintendente de programação em novembro de 1979, após nove meses de trabalho, e a direção do setor ficou nas mãos de Antonino Seabra, que teve a missão de continuar mantendo um padrão de qualidade elevado para que a rede comemorasse o seu aniversário de 30 anos de uma maneira digna.
Para preencher as lacunas, a emissora decidiu substituir o Rede Tupi de Notícias, criado pela gestão de Avancini há apenas 11 meses, por um novo noticiário, o Jornal Tupi, que estreou em 7 de abril de 1980. Com 60 minutos de duração (a maior dos telejornais de rede exibidos na faixa), tinha a direção do jornalista Heitor Augusto, e a apresentação de Antônio Casale, Fausto Rocha, Lívio Carneiro e Rejane Limaverde. Seu conteúdo, além do noticiário internacional, tinha ampla participação das emissoras da rede na produção nacional, refletindo uma proposta do seu diretor, Rubens Furtado, de fazer com que a população tomasse conhecimento dos problemas de todos os estados.
Em 2 de maio, após constatarem que haviam recebido cheques sem fundo para o pagamento dos seus salários atrasados, cerca de dois terços dos 968 funcionários da TV Tupi São Paulo entraram em greve, suspendendo para sempre a geração da sua programação e da rede, que foi prontamente assumida pela TV Tupi Rio de Janeiro naquele mesmo dia. O Jornal Tupi, assim como todas as atrações remanescentes da grade, passou a ser feito pelo departamento de jornalismo da filial carioca.
Sua última edição foi ao ar em 16 de julho, mesmo dia em que o ministro da comunicação social, Said Farhat, anunciou que o presidente João Figueiredo havia decidido declarar peremptas as concessões de 7 das 9 emissoras controladas diretamente pela Rede Tupi. No dia seguinte, no horário em que o Jornal Tupi ia ao ar regularmente, era exibida ao vivo uma vigília de funcionários nos estúdios da emissora no Cassino da Urca, que em vão tentava demover o presidente Figueiredo de decretar a cassação das concessões, que foi publicada em edição do Diário Oficial da União do dia seguinte.